# Саэди, Голамхосейн
Голамхосейн Саэди (перс. غلامحسین ساعدی‎; 4 января 1936, Тебриз — 23 ноября 1985, Париж) — видный иранский драматург, писатель, сценарист, культуролог, переводчик, врач и общественный деятель XX века. В его литературных произведениях использовались социальная насыщенность и критическая направленность. Вплоть до самой смерти в Париже, в результате депрессии и связанного с ней алкоголизма, оставался одним из самых выдающихся и плодотворных иранских писателей и интеллектуалов мирового уровня.

## Биография
Родился в 1936 году в Тебризе, культурном и экономическом центре северо-западного иранского региона Азербайджан в семье Тайебе и Али Асгара Саэди. Его отец, принадлежавший к клану Саэд оль-Мамалек, находился на госслужбе в правительственной администрации. Семья жила относительно бедно. Его старшая сестра умерла, когда ей было 11 месяцев, и он рос с младшими братом и сестрой.
В 1941 году, после Иранской операции, вместе с семьёй скрылся в деревне. Там он увлёкся культурой сельского Ирана. В детстве он был упорным читателем, особенно увлекался произведениями Чехова. Именно в те дни, когда он начал писать, у него «вдруг открылись глаза».
В 1942 году он стал посещать начальную школу в городе Бадр.
В 1945 году его родная область стала автономной социалистической республикой. Хотя сепаратистское государство просуществовало всего год, оно временно ввело азербайджанский как официальный язык, что вдохновило молодого Саэди.
В 1948 году начал получать среднее образование в школе Мансур, однако впоследствии перешёл в школу Хекмат.
В 1949 году присоединился к молодежной организации запрещённой «сепаратистской» Демократической партии Азербайджана. Помимо подстрекательства крестьян против крупных землевладельцев, он помогал редактировать три журнала, издававшихся в Иранском Азербайджане.
В 1953 году, после операции Аякс, государственного переворота ЦРУ против демократически избранного премьер-министра Мохаммада Мосаддыка, он и его младший брат были арестованы и заключены в тюрьму Шахрбани в Тебризе. Несмотря на отрицание им симпатии к коммунистической партии Туде, свою критическую социально-политическую и литературную деятельность тем не менее продолжил.
В 1954 году закончил среднюю школу и поступил на медицинский факультет Тебризского университета.
Хотя Саэди начал писать ещё в детстве, свои первые рассказы опубликовал уже в начале 1950-х годов. В течение десятилетия были напечатаны многие его рассказы, а также его первая пьеса Leylaj'ha (1957).
После окончания учёбы в Тебризском университете, с защитой диссертации на тему «Общественные причины психоневроза в Азербайджане» (Alal-e Ejtema'yi-ye Psiku-nuruz'ha dar Azarbayjan), Саэди проходил срочную военную службу как врач в Салтанат-Абадском гарнизоне в Тегеране.
В 1962 году поступил в Тегеранский университет, чтобы получить медицинскую специализацию в области психиатрии, одновременно завершая медицинскую ординатуру в больнице Рузбе.
После переезда в Тегеран в 1960-х годах, когда Саэди и его брат Акбар основали медицинскую клинику в бедной южной части города, он вошёл в круг литературной интеллигенции Ирана. Проживая вместе с Ахмадом Шамлу, известным лирическим поэтом, он также подружился с Джалалом Ахмадом, Симин Данешвар, Парвизом Нател-Ханлари, Джамалом Мирсадеги, Миной Ассади и другими. Путешествовал по Южному Ирану, в частности по районам побережья Персидского залива и писал этнографическую литературу о путешествиях.
В 1960-х годах свободу слова в Иране начали подавлять. В 1966 году Саэди и другие интеллектуалы протестовали против политики Министерства культуры и искусства, заставлявшей всех издателей искать государственное разрешение на печать литературы. В 1968 году, после того, как их протесты не увенчались успехом, Саэди и другие писатели создали «Ассоциацию иранских писателей» (Kanun-e Nevisandegan-e Iran). Хотя его произведения теперь цензурировались, Саэди все ещё продолжал публиковаться. Кроме драм, рассказов, романов и сценариев, Саэди участвовал в издании литературных журналов, научных журналов, а также опубликовал полутора десятков переводов европейской психологической и медицинской литературы.
В 1973 году Саэди даже стал редактором ежеквартального литературного журнала Alefba. Однако в следующем 1974 году правительство Пехлеви запретило журнал, а САВАК арестовало и пытало писателя. Подверженный суицидальным мыслям, Саэди погрузился в депрессию сразу после его заключения в одиозной тюрьме Эвин в Тегеране, продолжавшейся почти год.
В конце 70-х Саэди делал последние попытки продвигать демократию в Иране. В 1977 году он участвовал в мероприятии «Десять ночей поэзии» (Dah Shab-e Sher) в Тегеране, организованном Ассоциацией иранских писателей в сотрудничестве с Институтом имени Гёте. Международный комитет свободы публикаций Ассоциации американских издателей пригласил Саэди в Нью-Йорк, где он выступил, встретился и пообщался с американским драматургом Артуром Миллером. После революции он присоединился к Национально-демократическому фронту, либеральной левой партии в традиции Мосаддыка в противовес исламистскому правому крылу во главе с аятоллой Хомейни.
После основания теократической исламской республики и казни своего друга, драматурга Саида Солтанпура, Саэди бежал во Францию через Пакистан.
В 1982 году в Париже он основал Ассоциацию иранских писателей в изгнании и возобновил журнал Alefba. Кроме того, он стал соучредителем «Общества иранского театра» (Anjoman-e Te'atr-e Iran) и написал еще 2-е пьесы в дополнение к нескольким эссе.
Хотя это и не остановило его литературную деятельность, муки изгнания и алкоголизм обострили депрессию Саэди. В 1985 году, после многих лет пьянства, в Саэде диагностировали цирроз печени. Он продолжал пить, пока не попал в парижский госпиталь Святого Антуана 2 ноября 1985 года. 23 ноября он скончался вместе с женой и отцом. Несколько дней спустя его похоронили на кладбище Пер-Лашез у могилы Садега Гедаята.

## Творчество
Голамхосейн Саэди был известным персидским врачом и писателем, внесшим большой вклад в персидскую литературу своей реалистической точкой зрения. Убеждения и политические взгляды автора, за которые он отсидел несколько месяцев в тюрьме, не оставались постоянными, а претерпевали изменения в его жизни. Изображая ужасающие социальные картины тогдашнего иранского общества, Саэди начал новый путь реализма в персидской литературе. Он посвятил себя писательству, подражая другим авторам своего времени и их стилям. Испытывая сильное влияние Садега Хедаята, он даже пытался покончить жизнь самоубийством.
Автор более 40 книг, в которых проявился творческий талант драматурга (под псевдонимом Гохар Морад или Гоухар Мурад, согласно арабской транслитерации), новеллиста, романиста, сценариста, а также культуролога, литературного критика, путешественника и этнографа.
Многие исследователи считают его сценарий фильма «Корова» (Gāv) (режиссёр Дариуша Мехрджуи) 1969 года выдающимся произведением Саэди, поскольку он начал «новую волну» иранского кино.
После революции 1979 года и неизбежной эмиграции Саэди оставался важным деятелем персидской литературы и культуры, даже несмотря на статус изгнанника.
Произведения писателя переведены на ряд языков, в том числе на английском и русском.